# Campagne de Tlemcen (1360)
Pour les articles homonymes, voir Campagne de Tlemcen.
Conflit mérinido-zianide
La campagne de Tlemcen est une opération militaire menée par le sultan Mérinide, Ibrahim Ibn Ali Abu Salem contre Tlemcen en 1360, alors sous le règne de Abou Hammou Moussa II. Abou Salem s'empare de la ville, qu'Abou Hammou avait fait évacuer, le sultan ira ravager les environs de la Moulouya grâce à l'appui des arabes du sud, forçant ainsi Abou Salem à se retirer. Le sultan regagne ensuite sa capitale.

## Contexte
Vers la fin de l'année 1359, le calme revient dans le royaume mérinide après la chute de Abou Saïd et le triomphe de Abou Salem. Un grand nombre de refugiés viennent demander asile au souverain de Tlemcen, qui les place dans sa cour ou dans son armée. Parmi eux, un certain Ibn Moslem, gouverneur du Deráa. Ce dernier avait apporté avec lui le trésor de sa province et passe au service de l'empire abdel-ouadide. Abou Salem réclame la restitution d'Ibn Moslem mais Abou Hammou refuse car Ibn Moslem était devenu son vizir. La guerre est déclarée.

## Déroulement
Abou Salem marche alors sur Tlemcen au mois d'avril 1360 à la tête d'une armée nombreuse. Le sultan parvient à rentrer dans la ville le 21 mai sans éprouver de résistance. En effet, à son approche le sultan zianide Abou Hammou Moussa II fait évacuer Tlemcen et se jete dans le sud ou il rallie ses partisans arabes des Zorba et Makil. Pendant que le sultan Mérinide était à Tlemcen, Abou Hammou par une tactique habile, ravage les territoires d'Ouatat, Guercif et la Moulouya, ce qui force le sultan de porter secours aux provinces menacées laissant un gouverneur de la famille royale zianide nommée Abou Zayyan el-Gobbi avec une garnison de Maghraouas et Beni Toudjin. Le sultan zianide ne tarde pas à revenir vers l'est et à reprendre possession de sa capitale qu'Abou Zayyan lui abandonne pour se réfugier dans le Maghreb central.

## Conséquences
Abou Hammou oblige Abou Salem à rentrer dans son royaume et reprend possession de Tlemcen, puis de tout le Maghreb central. Il chasse toutes les garnisons mérinides qu'il trouve,. Cette campagne est un échec pour Abou Salem.